# 沙巴公园信托局

沙巴公园信托局标志

沙巴公园信托局，是一个于1962年成立的法定保护机构，旨在保护马来西亚沙巴州内的自然风格、学术及历史遗传。该组织负责管理和推广各种沙巴受保护的资源，尤其是被指定为国家公园的。它的任务还包括发展旅游友好型设施以适应游客的需求，并确保资源不受到破坏。首先纳入国家公园系统的是京那峇鲁山。因此在1964年成立了京那峇鲁国家公园，并于2000年被认定为世界自然遗产。
沙巴公园信托局由一名主席，一名副主席，三名当然委员，四名其他委员及一名董事长组成。

## 国家公园
- 神山国家公园（Kinabalu National Park）
- 海龟岛国家公园（Turtle Islands National Park）
- 东姑阿都拉曼国家公园（Tunku Abdul Rahman National Park）
- 迪加岛国家公园（Pulau Tiga National Park）
- 斗湖山国家公园（Tawau Hills National Park）
- 克洛克山脉国家公园（Crocker Range National Park）
- 敦沙卡兰国家海洋公园（Tun Sakaran Marine Park）